# Chiesa di San Vito alla Rivera
La chiesa di San Vito alla Rivera (anche conosciuta come San Vito di Tornimparte o, semplicemente, San Vito) è un edificio religioso dell'Aquila. Come la quasi totalità delle chiese aquilane deve la sua realizzazione agli abitanti di uno dei castelli vicini, in questo caso quello di Tornimparte, che contribuirono alla fondazione della città nel XIII secolo. Gravemente danneggiata dal terremoto del 2009, con la facciata ricostruita nel 2014, dal 18 giugno 2017 è stata interamente riaperta al pubblico.

## Storia

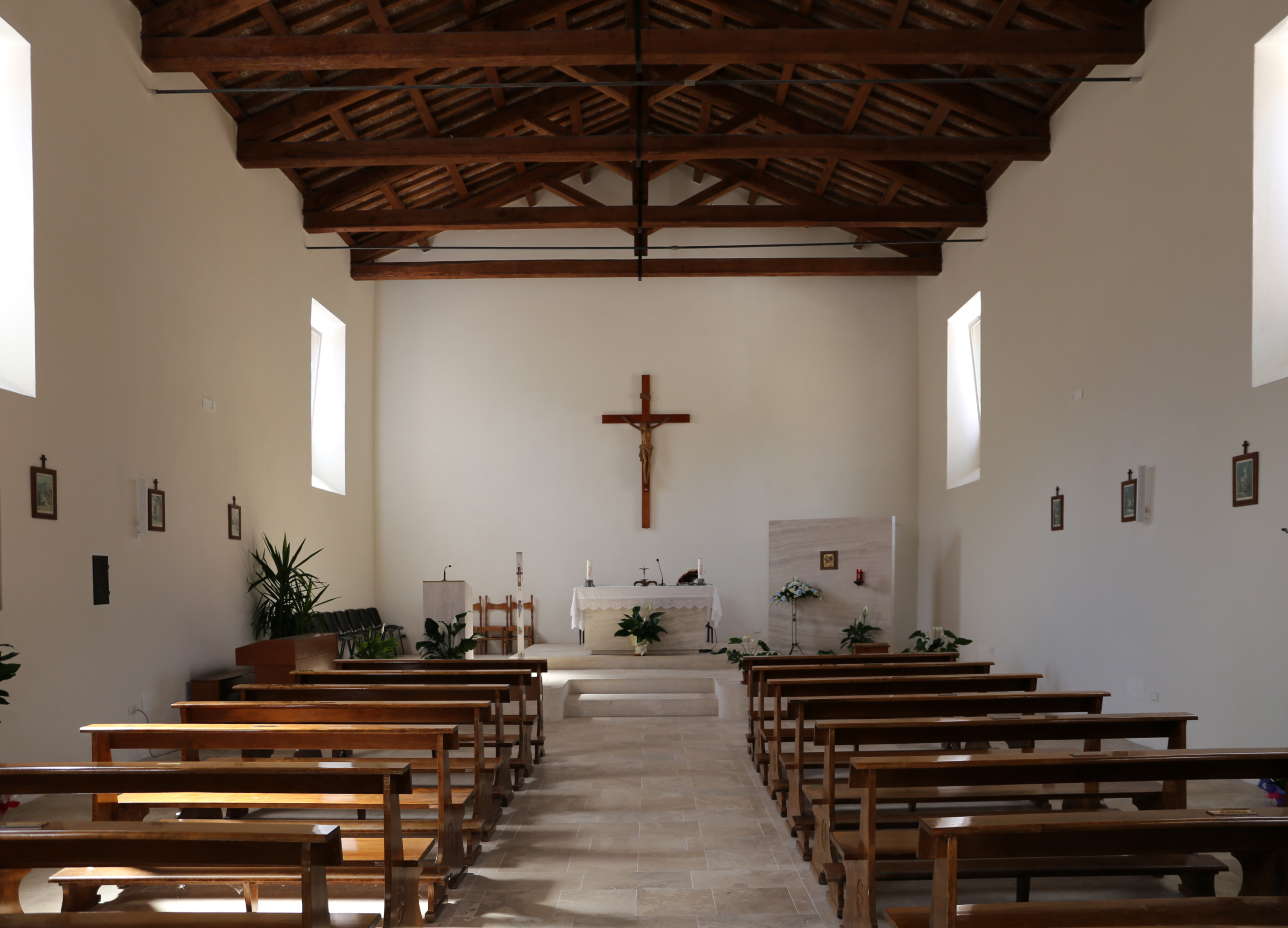
L'interno

La costruzione di una chiesa dedicata a San Vito viene fatta risalire alla seconda metà del XIII secolo, nel periodo immediatamente successivo alla definitiva fondazione dell'Aquila, ad opera degli abitanti di una frazione di Tornimparte, un piccolo centro del comitatus aquilano. La facciata romanica risalirebbe invece al Quattrocento.
Dell'edificio originario non rimane tuttavia che l'assetto spaziale poiché la chiesa e l'intero quartiere vennero profondamenti modificati da alcune operazioni architettoniche ed urbanistiche compiute tra il XVI secolo e il XVIII secolo che portarono anche all'ampliamento della fontana delle 99 cannelle: nel 1599 con l'insediamento dei Fatebenefratelli vengono realizzati il convento e l'ospedale adiacenti alla chiesa che, un secolo più tardi, viene completamente distrutta dal terremoto del 1703.
Ricostruita nel XVIII secolo, la chiesa è stata nuovamente danneggiata dal terremoto del 2009 che ha provocato lo spostamento dell'assetto stazionario ed il crollo della parte sommitale della facciata. L'edificio è stato sottoposto ad opere provvisionali di messa in sicurezza e dal 18 giugno 2017 è stato riaperto al pubblico.

## Descrizione

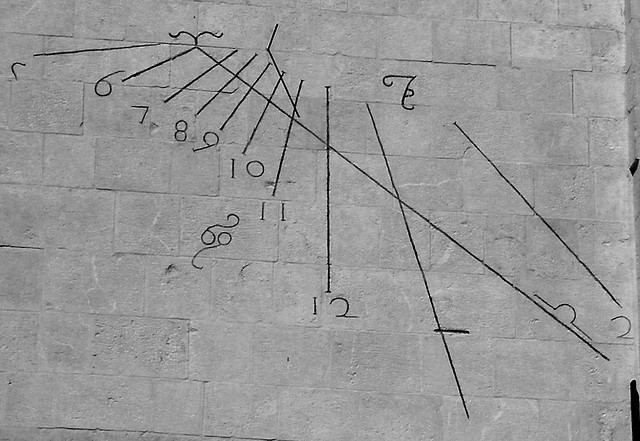
Particolare di una delle due meridiane poste sulla facciata

La chiesa è situata nella zona della Rivera, all'interno del quarto di San Giovanni, in un contesto impreziosito da altre emergenze architettoniche come la fontana delle 99 cannelle e la Porta Rivera. A differenza della maggior parte degli edifici religiosi aquilani, non si presenta a capo di una piazza con fontanile bensì all'estremità della via Borgo Rivera che collega il centro storico con la cinta muraria, posta parallela alla navata della chiesa; l'ampio spazio delimitato dalla fontana delle 99 cannelle e la sua scalinata ne fanno da sagrato.
La facciata a superficie continua, risalente al XIV secolo, è rivestita in pietra bianca e si presenta incanalata tra lesene e caratterizzata da un oculo posto in asse con il portale e fasciato da conci di pietra alternativamente bianca o rosata, tipico di molte architetture aquilane e della stessa fontana delle 99 cannelle. Ai lati dell'oculo si stagliano due meridiane di origine incerta, uno ad ore italiche e l'altro ad ore solari. Il portale è abbellito in lunetta da un dipinto raffigurante Santa Maria della Sanità. Nell'architrave è scolpito l'Agnus Dei. Alla semplicità della facciata corrisponde una semplicità dell'interno, di dimensioni modeste e strutturato su di una sola navata culminante in un ampio altare.